# Список академіків Академії наук вищої школи України
Список академіків Академії наук вищої школи України
| #   | академік                                        | відділення                                          | місто                                   |
| --- | ----------------------------------------------- | --------------------------------------------------- | --------------------------------------- |
| 1   | Алексюк Анатолій Миколайович                    | педагогіки і психології                             | м. Київ                                 |
| 2   | Ангельський Олег В'ячеславович                  | фізики та астрономії                                | м. Чернівці                             |
| 3   | Андрейчин Михайло Антонович                     | фундаментальних проблем медицини                    | м. Тернополь                            |
| 4   | Андрієнко Дмитро Панасович                      | фізики та астрономії                                | м. Київ                                 |
| 5   | Андрійчук Віктор Григорович                     | економіки                                           | м. Київ                                 |
| 6   | Андрусишин Богдан Іванович                      | історії, філософії та українознавства               | м. Київ                                 |
| 7   | Андрущенко Віктор Петрович                      | історії, філософії та українознавства               | м. Київ                                 |
| 8   | Анісімов Анатолій Васильович                    | системного аналізу та інформатики                   | м. Київ                                 |
| 9   | Анісімов Володимир Владиславович                | системного аналізу та інформатики                   | м. Київ                                 |
| 10  | Бажал Юрій Миколайович                          | економіки                                           | м. Київ                                 |
| 11  | Бажин Анатолій Іванович                         | загальнотехнічне                                    | м. Донецьк                              |
| 12  | Базилевич Віктор Дмитрович                      | економіки                                           | м. Київ                                 |
| 13  | Бакіров Віль Савбанович                         | політології, соціології та права                    | м. Харків                               |
| 14  | Бараташвілі Ілля Бідзінович (почесний)          | металургії                                          | Грузія                                  |
| 15  | Барна Микола Миколайович                        | біології та хімії                                   | м. Тернопіль                            |
| 16  | Бартіш Михайло Ярославович                      | фізики та астрономії                                | м. Львів                                |
| 17  | Бах Фрідріх-Вільгельм (почесний)                | загальнотехнічне                                    | Німеччина                               |
| 18  | Бахрушин Володимир Євгенович                    | фізики та астрономії                                | м. Запоріжжя                            |
| 19  | Бейко Іван Васильович                           | системного аналізу та інформатики                   | м. Київ                                 |
| 20  | Бервено Сергій Миколайович                      | політології, соціології та права                    | м. Харків                               |
| 21  | Бєліков Сергій Борисович                        | металургії                                          | м. Запоріжжя                            |
| 22  | Бєлов Юрій Анатолійович                         | системного аналізу та інформатики                   | м. Київ                                 |
| 23  | Бідзюра Іван Павлович                           | історії, філософії та українознавства               | м. Київ                                 |
| 24  | Біллон-Білецький Святослав Олександр (почесний) | економіки                                           | Newark, Delaware                        |
| 25  | Білокінь Сергій Іванович (почесний)             | історії, філософії та українознавства               | м. Київ                                 |
| 26  | Бойко Анатолій Леонідович                       | біології та хімії                                   | м. Київ                                 |
| 27  | Бойченко Борис Михайлович                       | металургії                                          | м. Дніпропетровськ                      |
| 28  | Бойчук Василь Іванович                          | фізики та астрономії                                | м. Дрогобич                             |
| 29  | Бойчук Тарас Миколайович                        | фундаментальних проблем медицини                    | м. Київ                                 |
| 30  | Болдирєв Ростислав Васильович                   | філології, мистецтвознавства та масової комунікації | м. Київ                                 |
| 31  | Большаков Володимир Іванович                    | металургії                                          | м. Дніпропетровськ                      |
| 32  | Бондаренко Михайло Федорович                    | системного аналізу та інформатики                   | м. Харків                               |
| 33  | Боцюрко Володимир Іванович                      | фундаментальних проблем медицини                    | м. Івано-Франківськ                     |
| 34  | Бровдій Василь Михайлович                       | біології та хімії                                   | м. Київ                                 |
| 35  | Будкін Віктор Сергійович                        | економіки                                           | м. Київ                                 |
| 36  | Булавін Леонід Анатолійович                     | фізики та астрономії                                | м. Київ                                 |
| 37  | Бурлака Віктор Анатолійович                     | аграрне                                             | м. Житомир                              |
| 38  | Буткевич Володимир Григорович                   | політології, соціології та права                    | м. Київ                                 |
| 39  | Бучацький Леонід Петрович                       | біології та хімії                                   | м. Київ                                 |
| 40  | Ващук Федір Григорович                          | математики                                          | м. Ужгород                              |
| 41  | Великий Микола Миколайович                      | біології та хімії                                   | м. Київ                                 |
| 42  | Величко Олександр Григорович                    | металургії                                          | м. Дніпропетровськ                      |
| 43  | Вижва Сергій Андрійович                         | наук про Землю                                      | м. Київ                                 |
| 44  | Відьмаченко Анатолій Петрович                   | загальнотехнічне                                    | м. Київ                                 |
| 45  | Вірченко Ніна Опанасівна                        | математики                                          | м. Київ                                 |
| 46  | Власюк Анатолій Павлович                        | системного аналізу та інформатики                   | м. Рівне                                |
| 47  | Влох Ірина Йосипівна                            | фундаментальних проблем медицини                    | м. Львів                                |
| 48  | Влох Ростислав Орестович                        | фізики та астрономії                                | м. Львів                                |
| 49  | Войціцький Володимир Михайлович                 | біології та хімії                                   | м. Київ                                 |
| 50  | Волчок Іван Петрович                            | металургії                                          | м. Запоріжжя                            |
| 51  | Воробйов Юрій Сергійович                        | загальнотехнічне                                    | м. Харків                               |
| 52  | Галущак Мар'ян Олексійович                      | педагогіки і психології                             | м. Івано-Франківськ                     |
| 53  | Гаращенко Федір Георгійович                     | системного аналізу та інформатики                   | м. Київ                                 |
| 54  | Гасик Михайло Іванович                          | металургії                                          | м. Дніпропетровськ                      |
| 55  | Герасимов Олег Іванович                         | фізики та астрономії                                | м. Одеса                                |
| 56  | Гичка Сергій Григорович                         | фундаментальних проблем медицини                    | м. Київ                                 |
| 57  | Гладких Володимир Андрійович                    | металургії                                          | м. Дніпропетровськ                      |
| 58  | Годлевський Михайло Дмитрович                   | системного аналізу та інформатики                   | м. Харків                               |
| 59  | Головко Олександр Миколайович                   | металургії                                          | м. Дніпропетровськ                      |
| 60  | Гончарук Яків Андрійович                        | економіки                                           | м. Львів                                |
| 61  | Горбань Олександр Миколайович                   | фізики та астрономії                                | м. Запоріжжя                            |
| 62  | Горошко Олег Олександрович                      | загальнотехнічне                                    | м. Київ                                 |
| 63  | Горпинич Володимир Олександрович                | філології, мистецтвознавства та масової комунікації | м. Дніпропетровськ                      |
| 64  | Готра Зенон Юрійович                            | загальнотехнічне                                    | м. Львів                                |
| 65  | Гребельник Олександр Петрович                   | економіки                                           | м. Київ                                 |
| 66  | Грибан Віталій Григорович                       | історії, філософії та українознавства               | м. Дніпропетровськ                      |
| 67  | Григорків Василь Степанович                     | системного аналізу та інформатики                   | м. Чернівці                             |
| 68  | Григорук Валерій Іванович                       | фізики та астрономії                                |                                         |
| 69  | Григорюк Іван Панасович                         | біології та хімії                                   | м. Київ                                 |
| 70  | Гринкевич Володимир Олександрович               | металургії                                          | м. Дніпропетровськ                      |
| 71  | Губенко Світлана Іванівна                       | металургії                                          | м. Дніпропетровськ                      |
| 72  | Губерський Леонід Васильович                    | політології, соціології та права                    | м. Київ                                 |
| 73  | Губинський Володимир Йосипович                  | металургії                                          | м. Дніпропетровськ                      |
| 74  | Гудивок Петро Михайлович                        | математики                                          | м. Ужгород                              |
| 75  | Гузій Наталія Василівна                         | педагогіки і психології                             | м. Київ                                 |
| 76  | Гунчак Тарас Григорович (почесний)              | історії, філософії та українознавства               | Chatham, New Jersey                     |
| 77  | Данилейченко Валерій Васильович                 | фундаментальних проблем медицини                    | м. Львів                                |
| 78  | Данченко Валентин Миколайович                   | металургії                                          | м. Дніпропетровськ                      |
| 79  | Демчук Михайло Васильович                       | аграрне                                             | м. Львів                                |
| 80  | Дещинський Леонтій Євгенович                    | історії, філософії та українознавства               | м. Львів                                |
| 81  | Добровольський Валентин Миколайович             | загальнотехнічне                                    | м. Київ                                 |
| 82  | Добровольський В'ячеслав Олексійович (почесний) | математики                                          | м. Київ                                 |
| 83  | Добронравова Ірина Серафимівна                  | історії, філософії та українознавства               | м. Київ                                 |
| 84  | Довгій Юрій Юрійович                            | аграрне                                             | м. Житомир                              |
| 85  | Донськой Володимир Йосипович                    | системного аналізу та інформатики                   | м. Сімферополь                          |
| 86  | Дробноход Микола Іванович                       | наук про Землю                                      | м. Київ                                 |
| 87  | Дробот Іван Іванович                            | історії, філософії та українознавства               | м. Київ                                 |
| 88  | Дудченко Микола Андрійович                      | економіки                                           | м. Київ                                 |
| 89  | Єлейко Ярослав Іванович                         | системного аналізу та інформатики                   | м. Львів                                |
| 90  | Загнітко Анатолій Панасович                     | філології, мистецтвознавства та масової комунікації | м. Донецьк                              |
| 91  | Загнітко Василь Миколайович                     | наук про Землю                                      | м. Київ                                 |
| 92  | Зайченко Юрій Петрович                          | системного аналізу та інформатики                   | м. Київ                                 |
| 93  | Закусило Олег Каленикович                       | системного аналізу та інформатики                   | м. Київ                                 |
| 94  | Заріцький Петро Васильович                      | наук про Землю                                      | м. Харків                               |
| 95  | Захарченко Микола Васильович                    | загальнотехнічне                                    | м. Одеса                                |
| 96  | Зимомря Микола Іванович                         | філології, мистецтвознавства та масової комунікації | м. Дрогобич                             |
| 97  | Зінов'єв Олександр Васильович (почесний)        | металургії                                          | Росія                                   |
| 98  | Зорівчак Роксолана Петрівна                     | філології, мистецтвознавства та масової комунікації | м. Львів                                |
| 99  | Іванчук Мирослав Васильович (почесний)          | політології, соціології та права                    |                                         |
| 100 | Івасишен Степан Дмитрович                       | математики                                          | м. Київ                                 |
| 101 | Іващенко Валерій Петрович                       | металургії                                          | м. Дніпропетровськ                      |
| 102 | Ільченко Василь Васильович                      | фізики та астрономії                                | м. Київ                                 |
| 103 | Ісаєнко Володимир Миколайович                   | біології та хімії                                   | м. Київ                                 |
| 104 | Калакура Ярослав Степанович                     | історії, філософії та українознавства               | м. Київ                                 |
| 105 | Калашник Володимир Семенович                    | філології, мистецтвознавства та масової комунікації | м. Харків                               |
| 106 | Калиновський Григорій Миколайович               | аграрне                                             | м. Житомир                              |
| 107 | Каліман Павло Авксентійович                     | біології та хімії                                   | м. Харків                               |
| 109 | Камкіна Людмила Володимирівна                   | металургії                                          | м. Дніпропетровськ                      |
| 110 | Капустян Володимир Омелянович                   | системного аналізу та інформатики                   | м. Київ                                 |
| 111 | Карабан Вячеслав Іванович                       | філології, мистецтвознавства та масової комунікації | м. Київ                                 |
| 112 | Качкан Володимир Атаназійович                   | історії, філософії та українознавства               | м. Івано-Франківськ                     |
| 113 | Квіт Сергій Миронович                           | філології, мистецтвознавства та масової комунікації | м. Київ                                 |
| 114 | Кикинеші Олександр Олександрович                | фізики та астрономії                                | м. Ужгород                              |
| 115 | Кирилюк Віктор Павлович                         | наук про Землю                                      | м. Львів                                |
| 116 | Кідалов Валерій Віталійович                     | загальнотехнічне                                    | м. Бердянськ                            |
| 117 | Климишин Іван Антонович                         | фізики та астрономії                                | м. Івано-Франківськ                     |
| 118 | Климко Григорій Никифорович                     | економіки                                           | м. Київ                                 |
| 119 | Клочек Григорій Дмитрович                       | філології, мистецтвознавства та масової комунікації | м. Кіровоград                           |
| 120 | Коваленко Володимир Миколайович                 | фундаментальних проблем медицини                    | м. Київ                                 |
| 121 | Коваленко Микола Павлович                       | фізики та астрономії                                | м. Одеса                                |
| 122 | Коваль Валерій Вікторович                       | загальнотехнічне                                    | м. Одеса                                |
| 123 | Ковальчук Костянтин Федорович                   | металургії                                          | м. Дніпропетровськ                      |
| 124 | Кононенко Петро Петрович                        | історії, філософії та українознавства               | м. Київ                                 |
| 125 | Копитко Богдан Іванович                         | математики                                          | м. Львів                                |
| 126 | Корнійчук Май Тихонович                         | математики                                          | м. Київ                                 |
| 127 | Коротков Павло Андрійович                       | загальнотехнічне                                    | м. Київ                                 |
| 128 | Костишин Степан Степанович                      | біології та хімії                                   | м. Чернівці                             |
| 129 | Кострицький Валерій Всеволодович                | загальнотехнічне                                    | м. Київ                                 |
| 130 | Костюк Нінель Трохимівна                        | історії, філософії та українознавства               | м. Київ                                 |
| 131 | Коцан Ігор Ярославович                          | біології та хімії                                   | м. Луцьк                                |
| 132 | Кралюк Петро Михайлович                         | історії, філософії та українознавства               | м. Острог Рівненської області           |
| 133 | Кривченя Данило Юліанович                       | фундаментальних проблем медицини                    | м. Київ                                 |
| 134 | Крижанівський Євстахій Іванович                 | наук про Землю                                      | м. Івано-Франківськ                     |
| 135 | Кувшинський Микола Георгійович                  | загальнотехнічне                                    | м. Київ                                 |
| 136 | Кузьменко Василь Олександрович (почесний)       | загальнотехнічне                                    | м. Київ                                 |
| 137 | Кулінич Григорій Логвинович                     | математики                                          | м. Київ                                 |
| 138 | Куліш Віктор Васильович                         | фізики та астрономії                                | м. Київ                                 |
| 139 | Куліш Микола Полікарпович                       | фізики та астрономії                                | м. Київ                                 |
| 140 | Курський Михайло Дмитрович                      | біології та хімії                                   | м. Київ                                 |
| 141 | Куц Роман Василь Олександрович (почесний)       | фізики та астрономії                                |                                         |
| 142 | Куценко Альфред Миколайович                     | загальнотехнічне                                    | м. Одеса                                |
| 143 | Левківський Василь Миколайович                  | економіки                                           | м. Чернігів                             |
| 144 | Левченко Борис Олексійович                      | загальнотехнічне                                    | м. Харків                               |
| 145 | Ленюк Михайло Павлович                          | математики                                          | м. Чернівці                             |
| 146 | Леонов Валерій Павлович (почесний)              | педагогіки і психології                             | м. Санкт-Петербург, Російська Федерація |
| 147 | Лепіх Ярослав Ілліч                             | фізики та астрономії                                | м. Одеса                                |
| 148 | Литовченко Володимир Григорович (почесний)      | фізики та астрономії                                | м. Київ                                 |
| 149 | Ломакович Афанасій Миколайович (почесний)       | педагогіки і психології                             | м. Кременець Тернопільської обл.        |
| 150 | Лопатін Олексій Костянтинович                   | системного аналізу та інформатики                   | м. Київ                                 |
| 151 | Луньов Валентин Васильович                      | металургії                                          | м. Запоріжжя                            |
| 152 | Луцький Іван Михайлович (почесний)              | політології, соціології та права                    |                                         |
| 153 | Ляшенко Ігор Миколайович                        | системного аналізу та інформатики                   | м. Київ                                 |
| 154 | Макарчук Микола Юхимович                        | біології та хімії                                   | м. Київ                                 |
| 155 | Манько Тамара Антонівна                         | металургії                                          | м. Дніпропетровськ                      |
| 156 | Маринець Василь Васильович                      | математики                                          | м. Ужгород                              |
| 157 | Марченко Михайло Маркович                       | біології та хімії                                   | м. Чернівці                             |
| 158 | Масенко Лариса Терентіївна                      | філології, мистецтвознавства та масової комунікації | м. Київ                                 |
| 159 | Матвіїшин Володимир Григорович                  | філології, мистецтвознавства та масової комунікації | м. Івано-Франківськ                     |
| 160 | Матковський Орест Іллярович                     | наук про Землю                                      | м. Львів                                |
| 161 | Мельник Василь Павлович                         | фундаментальних проблем медицини                    | м. Київ                                 |
| 162 | Мельничук Дмитро Олексійович                    | аграрне                                             | м. Київ                                 |
| 163 | Мінаєв Олександр Анатолійович                   | металургії                                          | м. Донецьк                              |
| 164 | Мінкін Лев Михайлович (почесний)                | філології, мистецтвознавства та масової комунікації | м. Харків                               |
| 165 | Мірошниченко Микола Степанович                  | біології та хімії                                   | м. Київ                                 |
| 166 | Могилатенко Володимир Генадійович               | металургії                                          | м. Київ                                 |
| 167 | Мокій Анатолій Іванович                         | економіки                                           | м. Львів                                |
| 168 | Молчанов Олександр Артемович                    | системного аналізу та інформатики                   | м. Київ                                 |
| 169 | Морзе Наталія Вікторівна                        | загальнотехнічне                                    | м. Київ                                 |
| 170 | Мохунь Ігор Іванович                            | загальнотехнічне                                    | м. Чернівці                             |
| 171 | Мусієнко Іван Іванович                          | політології, соціології та права                    | м. Київ                                 |
| 172 | Надольний Іван Федотович                        | історії, філософії та українознавства               | м. Київ                                 |
| 173 | Назаренко Аскольд Федорович                     | загальнотехнічне                                    | м. Одеса                                |
| 174 | Наконечний Олександр Григорович                 | системного аналізу та інформатики                   | м. Київ                                 |
| 175 | Недопьокін Федір Вікторович                     | загальнотехнічне                                    | м. Донецьк                              |
| 176 | Недюха Микола Петрович                          | політології, соціології та права                    | м. Ірпінь Київської обл.                |
| 177 | Нижник Віктор Михайлович                        | економіки                                           | м. Хмельницький                         |
| 178 | Новікова Марина Олексіївна                      | філології, мистецтвознавства та масової комунікації | м. Сімферополь                          |
| 179 | Оболенський Михайло Олександрович               | фізики та астрономії                                | м. Харків                               |
| 180 | Обушний Микола Іванович                         | історії, філософії та українознавства               | м. Київ                                 |
| 181 | Овчарук Анатолій Миколайович                    | металургії                                          | м. Дніпропетровськ                      |
| 182 | Олійник Ольга Борисівна                         | філології, мистецтвознавства та масової комунікації | м. Київ                                 |
| 183 | Остапченко Людмила Іванівна                     | біології та хімії                                   | м. Київ                                 |
| 184 | Павлишин Володимир Іванович                     | наук про Землю                                      | м. Київ                                 |
| 185 | Павліха Наталья Володимирівна                   | економіки                                           | м. Луцьк                                |
| 186 | Павлов Олександр Анатолійович                   | системного аналізу та інформатики                   | м. Київ                                 |
| 187 | Павловський Михайло Петрович                    | фундаментальних проблем медицини                    | м. Львів                                |
| 188 | Павлунь Микола Миколайович                      | наук про Землю                                      | м. Львів                                |
| 189 | Панов Борис Семенович                           | наук про Землю                                      | м. Донецьк                              |
| 190 | Панченко Володимир Євгенович                    | філології, мистецтвознавства та масової комунікації | м. Київ                                 |
| 191 | Панчук Май Іванович                             | історії, філософії та українознавства               | м. Київ                                 |
| 192 | Пасічник Ігор Демидович                         | педагогіки і психології                             | м. Острог Рівненської обл.              |
| 193 | Патика Володимир Пилипович                      | біології та хімії                                   | м. Київ                                 |
| 194 | Перестюк Микола Олексійович                     | математики                                          | м. Київ                                 |
| 195 | Петренко Олександр Дем'янович                   | філології, мистецтвознавства та масової комунікації | м. Сімферополь                          |
| 196 | Петренко Петро Васильович                       | фізики та астрономії                                | м. Київ                                 |
| 197 | Пилипчук Володимир Григорович                   | політології, соціології та права                    | м. Київ                                 |
| 198 | Підкоритов Анатолій Миколайович                 | загальнотехнічне                                    | м. Одеса                                |
| 199 | Пінчук Софія Йосипівна                          | металургії                                          | м. Дніпропетровськ                      |
| 200 | Пліскановський Станіслав Тихонович              | металургії                                          | м. Дніпропетровськ                      |
| 201 | Подоляка Анатолій Миколайович                   | політології, соціології та права                    | м. Київ                                 |
| 202 | Позняк Степан Павлович                          | наук про Землю                                      | м. Львів                                |
| 203 | Позур Володимир Костянтинович                   | біології та хімії                                   | м. Київ                                 |
| 204 | Покась Віталій Петрович (почесний)              | історії, філософії та українознавства               | м. Київ                                 |
| 205 | Помірко Роман Семенович                         | філології, мистецтвознавства та масової комунікації | м. Львів                                |
| 206 | Пономаренко Ольга Іванівна                      | металургії                                          | м. Харків                               |
| 207 | Пономарів Олександр Данилович                   | історії, філософії та українознавства               | м. Київ                                 |
| 208 | Поперенко Леонід Володимирович                  | фізики та астрономії                                | м. Київ                                 |
| 209 | Працьовитий Микола Вікторович                   | математики                                          | м. Київ                                 |
| 210 | Пройдак Юрій Сергійович                         | металургії                                          | м. Дніпропетровськ                      |
| 211 | Прохоренко Віктор Якович                        | металургії                                          | м. Львів                                |
| 212 | Прохоров Едуард Дмитрович                       | фізики та астрономії                                | м. Харків                               |
| 213 | Пташник Богдан Йосипович                        | математики                                          | м. Львів                                |
| 214 | Раранський Микола Дмитрович                     | фізики та астрономії                                | м. Чернівці                             |
| 215 | Раренко Іларій Михайлович                       | фізики та астрономії                                | м. Чернівці                             |
| 216 | Регеда Михайло Степанович                       | фундаментальних проблем медицини                    | м. Львів                                |
| 217 | Різун Володимир Володимирович                   | історії, філософії та українознавства               | м. Київ                                 |
| 218 | Роженко Микола Маркович                         | математики                                          | м. Київ                                 |
| 219 | Рожков Ігор Миколайович                         | біології та хімії                                   | м. Миколаїв                             |
| 220 | Рокоча Віра Володимирівна                       | економіки                                           | м. Київ                                 |
| 221 | Романовський Олександр Олексійович              | педагогіки і психології                             | м. Київ                                 |
| 222 | Роянов В'ячеслав Олександрович                  | металургії                                          | м. Маріуполь Донецької обл.             |
| 223 | Руденко Олександр Пантелеймонович               | фізики та астрономії                                | м. Полтава                              |
| 224 | Рум'янцев Анатолій Павлович                     | економіки                                           | м. Київ                                 |
| 225 | Русначенко Анатолій Миколайович                 | історії, філософії та українознавства               | м. Київ                                 |
| 226 | Савельєв Євген Васильович                       | економіки                                           | м. Тернопіль                            |
| 227 | Савула Ярема Григорович                         | системного аналізу та інформатики                   | м. Львів                                |
| 228 | Самко Стефан Григорович (почесний)              | математики                                          | м. Ростов-на-Дону, Росія                |
| 229 | Саух Петро Юрійович                             | історії, філософії та українознавства               | м. Житомир                              |
| 230 | Свінціцький Анатолій Станіславович              | фундаментальних проблем медицини                    | м. Київ                                 |
| 231 | Селівачов Михайло Романович (почесний)          | філології, мистецтвознавства та масової комунікації | м. Київ                                 |
| 232 | Сергієнко Іван Васильович (почесний)            | системного аналізу та інформатики                   | м. Київ                                 |
| 233 | Сергійчук Володимир Іванович (почесний)         | історії, філософії та українознавства               | м. Київ                                 |
| 235 | Сидоренко Лідія Іванівна                        | історії, філософії та українознавства               | м. Київ                                 |
| 236 | Ситник Костянтин Меркурійович (почесний)        | біології та хімії                                   | м. Київ                                 |
| 237 | Сівка Єжи (Siwka Jerzy) (почесний)              | металургії                                          | Польща                                  |
| 238 | Сіворонов Альберт Олексійович                   | наук про Землю                                      | м. Львів                                |
| 239 | Скалозуб Володимир Васильович                   | фізики та астрономії                                | м. Дніпропетровськ                      |
| 240 | Слюсаренко Анатолій Гнатович                    | історії, філософії та українознавства               | м. Київ                                 |
| 241 | Сминтина Валентин Андрійович                    | фізики та астрономії                                | м. Одеса                                |
| 242 | Соболєв Валерій Вікторович                      | загальнотехнічне                                    | м. Дніпропетровськ                      |
| 243 | Сокурянська Людмила Георгіївна                  | політології, соціології та права                    | м. Харків                               |
| 244 | Сопронюк Федір Олексійович                      | системного аналізу та інформатики                   | м. Чернівці                             |
| 245 | Стадниченко Агнеса Полікарпівна                 | біології та хімії                                   | м. Житомир                              |
| 246 | Станжицький Олександр Миколайович               | математики                                          | м. Київ                                 |
| 247 | Старикова Олена Миколаївна                      | філології, мистецтвознавства та масової комунікації | м. Київ                                 |
| 248 | Стеблюк Володимир Іванович                      | металургії                                          | м. Київ                                 |
| 249 | Стеценко Семен Григорович                       | політології, соціології та права                    | м. Київ                                 |
| 250 | Стиров Владислав Володимирович                  | фізики та астрономії                                | м. Маріуполь                            |
| 251 | Стоян Володимир Антонович                       | системного аналізу та інформатики                   | м. Київ                                 |
| 252 | Стріха Максим Віталійович                       | фізики та астрономії                                | м. Київ                                 |
| 253 | Ступін Олександр Борисович                      | фізики та астрономії                                | м. Донецьк                              |
| 254 | Сукач Георгій Олексійович                       | загальнотехнічне                                    | м. Київ                                 |
| 255 | Талімбеков Манат Жаксінбергенович (почесний)    | металургії                                          | Казахстан                               |
| 256 | Талько Володимир Іполітович                     | фундаментальних проблем медицини                    | м. Київ                                 |
| 257 | Терек Ольга Іштванівна                          | біології та хімії                                   | м. Львів                                |
| 258 | Тетерина-Блохин Дарина Дмитрівна (почесний)     | історії, філософії та українознавства               | Німеччина                               |
| 259 | Тишко Федір Олексійович                         | фундаментальних проблем медицини                    | м. Київ                                 |
| 260 | Ткач Микола Васильович                          | фізики та астрономії                                | м. Чернівці                             |
| 261 | Толок В'ячеслав Олександрович                   | загальнотехнічне                                    | м. Запоріжжя                            |
| 262 | Тоцький Владлен Миколайович                     | біології та хімії                                   | м. Одеса                                |
| 263 | Туманов Віктор Андрійович                       | фундаментальних проблем медицини                    | м. Київ                                 |
| 264 | Ушенко Олександр Григорович                     | фізики та астрономії                                | м. Чернівці                             |
| 265 | Федоренко Євген Васильович (почесний)           | філології, мистецтвознавства та масової комунікації | США                                     |
| 266 | Філімоніхін Геннадій Борисович                  | загальнотехнічне                                    | м. Кіровоград                           |
| 267 | Філіпенко Антон Сергійович                      | економіки                                           | м. Київ                                 |
| 268 | Фіцула Михайло Миколайович                      | педагогіки і психології                             | м. Тернопіль                            |
| 269 | Фреїк Дмитро Михайлович                         | фізики та астрономії                                | м. Івано-Франківськ                     |
| 270 | Фурман Анатолій Васильович                      | педагогіки і психології                             | м. Тернопіль                            |
| 271 | Харлашин Петро Степанович                       | металургії                                          | м. Маріуполь                            |
| 272 | Хедріх (Стеванович) Катіца (почесний)           | загальнотехнічне                                    | м. Ніш, Сербія                          |
| 273 | Хижняк Лариса Михайлівна                        | політології, соціології та права                    | м. Харків                               |
| 274 | Хіміч Іван Васильович                           | фізики та астрономії                                | м. Ужгород                              |
| 275 | Хом'як Іван Миколайович                         | педагогіки і психології                             |                                         |
| 276 | Хричиков Валерій Євгенович                      | металургії                                          | м. Дніпропетровськ                      |
| 277 | Худолій Олег Миколайович                        | педагогіки і психології                             | м. Харків                               |
| 278 | Цвих Володимир Федорович                        | політології, соціології та права                    |                                         |
| 279 | Цимбалюк Віталій Іванович                       | фундаментальних проблем медицини                    | м. Київ                                 |
| 280 | Чабаненко Віктор Антонович                      | історії, філософії та українознавства               | м. Запоріжжя                            |
| 281 | Чалий Олександр Васильович                      | загальнотехнічне                                    | м. Київ                                 |
| 282 | Черевко Ігор Михайлович                         | математики                                          | м. Чернівці                             |
| 283 | Чередниченко Олександр Іванович                 | філології, мистецтвознавства та масової комунікації | м. Київ                                 |
| 284 | Чернега Дмитро Федорович                        | фізики та астрономії                                | м. Київ                                 |
| 285 | Черноватий Леонід Миколайович                   | філології, мистецтвознавства та масової комунікації | м. Харків                               |
| 286 | Чопик Володимир Іванович                        | біології та хімії                                   | м. Київ                                 |
| 287 | Шайгородський Юрій Жанович                      | політології, соціології та права                    | м. Київ                                 |
| 288 | Шайкевич Ігор Андрійович                        | фізики та астрономії                                | м. Київ                                 |
| 289 | Шаповалов Володимир Іванович                    | металургії                                          | м. Дніпропетровськ                      |
| 290 | Швачко Світлана Олексіївна                      | філології, мистецтвознавства та масової комунікації | м. Суми                                 |
| 291 | Шевченко Ірина Семенівна                        | філології, мистецтвознавства та масової комунікації | м. Харків                               |
| 292 | Шимон Людвік Людвікович                         | фізики та астрономії                                | м. Ужгород                              |
| 293 | Шишка Роман Богданович                          | політології, соціології та права                    | м. Харків                               |
| 294 | Шищенко Петро Григорович                        | наук про Землю                                      | м. Київ                                 |
| 295 | Школа Ігор Миколайович                          | економіки                                           | м. Чернівці                             |
| 296 | Шнирков Олександр Іванович                      | економіки                                           | м. Київ                                 |
| 297 | Яблонський Валентин Андрійович                  | аграрне                                             | м. Київ                                 |
| 298 | Яковенко Юрій Іванович                          | політології, соціології та права                    | м. Київ                                 |
| 299 | Янків Мирон Дмитрович                           | економіки                                           | м. Львів                                |
| 300 | Ясинський Володимир Кирилович                   | математики                                          | м. Чернівці                             |

## Позбавлені звання
| # | Колишній академік              | Відділення                                          | Місто        | Причина                                      |
| - | ------------------------------ | --------------------------------------------------- | ------------ | -------------------------------------------- |
| 1 | Каліущенко Володимир Дмитрович | філології, мистецтвознавства та масової комунікації | м. Донецьк   | Співпраця з терористичною організацією «ДНР» |
| 2 | Середа Борис Петрович          | металургії                                          | м. Запоріжжя | Плагіат                                      |